# Resnik (gmina Sokobanja)
Resnik (cyr. Ресник) – wieś w Serbii, w okręgu zajeczarskim, w gminie Sokobanja. W 2011 roku liczyła 716 mieszkańców.